# 耦合 (电子学)
在电子学和电信领域，耦合（英語：coupling）是指能量从一个介质（例如一个金属线、光导纤维）传播到另一种介质的过程。
在电子学中，耦合指从一个电路部分到另一个电路部分的能量传递。例如，通过电导性耦合（ ），能量从一个电压源传播到负载上。也可以利用电容器允许通过交流成分、阻挡直流成分的性质，可以将电路的交流部分和直流部分耦合起来。若要將電能轉換到另一個不同阻抗的電路，也可以透過变压器來進行，這稱為阻抗匹配。這些是电容耦合或是電動感應耦合的例子。

## 耦合的種類
電導體：
- 導線連接
- 電阻連接
- 无线供电

電磁耦合：
- 電動感應：常稱為电感耦合，或是磁耦合。
- 靜電感應：常稱為電容耦合。
- 漸逝波

電動輻射：
- 无线电波：無線通訊
- 電磁干擾（EMI）：有時也稱為射頻干擾（RFI），是不想要的電磁耦合。电磁兼容性（EMC）會要求透過一些方式（例如電磁屏蔽）避免或減少不想要的耦合。
- 微波能量傳輸（英语：Microwave power transmission）

另一種的能量耦合：
- 聲學耦合器（英语：Acoustic coupler）